# Roos Vanotterdijk
Roos Vanotterdijk, född 7 januari 2005, är en belgisk simmare.

## Karriär
Vid EM 2024 i Belgrad tog Vanotterdijk silver på 50 meter fjärilsim och guld på den dubbla distansen samt brons på 100 meter ryggsim.